# Chava Alberstein

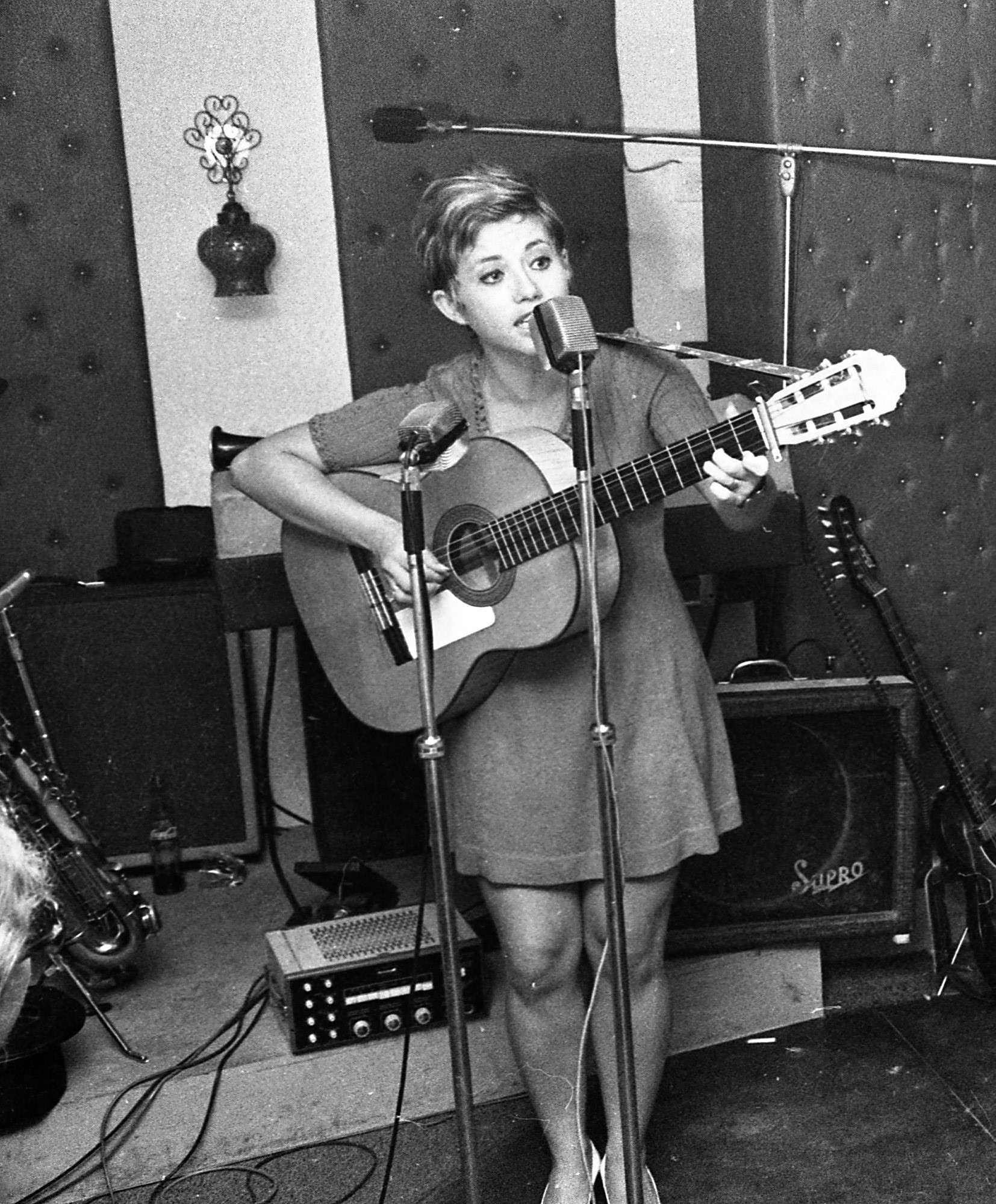
Chava Alberstein en concierto 1969

Chava Alberstein (pronunciado “Java”), en hebreo חוה אלברשטיין (Szczecin, Polonia, 8 de diciembre de 1947), es una conocida cantante, compositora, letrista, arreglista musical y actriz israelí. Es una de las más destacadas cantantes israelíes, con una carrera que se ha dilatado a lo largo de más de cincuenta años. Aunque su estilo más característico es el folclore yiddish, ha hecho incursiones en muchos otros géneros musicales. 
Nació en la ciudad de Szczecin, en el norte de Polonia, pero emigró a Israel con su familia a los cuatro años de edad, y pasó su infancia y juventud en Kiryat Chaim. En 1964, cuando contaba diecisiete años, su actuación en un club nocturno de Jaffa le abrió las puertas para firmar su primer contrato discográfico, con CBS. Cuando fue llamada a filas por las Fuerzas de Defensa Israelíes, se dedicó a entretener las tropas con sus actuaciones musicales, lo que resultó determinante para su lanzamiento al estrellato. 
A partir de la década de 1980, comenzó a escribir sus propias canciones. Su disco Mehagrim ("Inmigrantes") se compone fundamentalmente de temas de su propia autoría. Cuestionó públicamente la política del gobierno israelí durante la Primera Intifada, y una versión de la canción tradicional de Pésaj, "Jad Gadya", incluida en el Álbum "London" (1989), fue prohibida momentáneamente su emisión en las radios oficiales israelíes. Si bien a posterior el Fiscal general Yosef Harish declaró que la prohibición fue "una injustificable violación de la libertad de expresión", es raramente difundida desde entonces. El tema fue utilizado en la banda musical de la película Free Zone (2005) dirigida por Amos Gitai.
Ha grabado más de 60 discos, muchos de los cuales han sido discos de oro o de platino. Seis de ellos han recibido el premio Kinor David (Arpa de David). Es una de las más famosas cantantes israelíes en yiddish, aunque ha cantado también en hebreo, inglés y árabe. 
Como actriz, intervino en la película Intimate Story. Está casada con el cineasta Nadav Levitan, quien en 1995 realizó un documental sobre Alberstein, titulado 	
Too Early to Be Quiet, Too Late to Sing, y es también el autor de las letras de su disco "End of the Holiday". Chava Alberstein es la autora de la música de dos de las películas de su esposo, Stalin's Children y Groupie.

## Discografía
1. Hine Lanu Ningún (1967)
2. Perach haLilach (1967)
3. Tza'atzueiah shel Osnat (1967)
4. Mirdaf (1968)
5. Mot haParpar (1968)
6. Chava Alberstein beShirei Rachel (1968)
7. Margaritkalach (1969)
8. Mishirei eretz ahavati
9. Chava beTochnit Yachid 1 (1971)
10. Chava beTochnit Yachid 2 (1971)
11. Isha ba'Avatiach (1971)
12. Chava vehaPlatina (1972)
13. Chava veOded be'Eretz haKsamim (1972)
14. Lu Yehi (1973)
15. K'mo Tzemach bar (1975)
16. Lehitei haZahav (1975)
17. Tzolelet Tzabarit
18. Elik Belik Bom (1976)
19. Halaila hu shirim (1977)
20. Karusella 1 (1977)
21. Kkarusella 2 (1977)
22. Karusella 3 (1977)
23. Shirei Am beYiddish (1977)
24. Hitbaharut (1978)
25. Chava vehaGitara (1978)
26. Ma Kara ba'Eretz Mi (1979)
27. Ani Holechet Elai (1980)
28. Shir beMatana (1980)
29. Kolot (1982)
30. Shiru Shir im Chava (1982)
31. Nemal Bayit (1983)
32. Avak shel kochavim (1984)
33. Mehagrim (1986)
34. Od Shirim beYiddish (1987)
35. HaTzorech baMilah, haTzorech baShtika (1988)
36. Chava Zingt Yiddish (1989)
37. London (1989)
38. MiShirei Eretz Ahavati (1990)
39. Ahava Mealteret (1991)
40. ''HaChita Zomachat Shuv (1992)
41. The Man I Love- 1992
42. Margaritkalach (1994)
43. Derech Achat (1995)
44. London beHofaah (1995)
45. Yonat ha'Ahava (1996)
46. Adaber Itcha (1997)
47. Chava Alberstein - The Collection (box set, 1998)
48. Crazy Flower (1998)
49. The Well, con los Klezmatics (1998)
50. Chava Alberstein - Yiddish Songs (1999)
51. Tekhef Ashuv (1999)
52. Children's songs -The Collection Box Set (2000)
53. Foreign Letters
54. The Early Years-The Box Set. Colección de 16 CD (2003)
55. End of the Holiday
56. Coconut (2005)
57. Like A Wild Flower, nueva versión.
58. Lemele, Yiddish Album, (2006)
59. The Milky Way, Canciones para niños, (2007)
60. Human Nature, (2008)
61. live, (2008)
62. Chava Alberstein - the original albums, (2008)

Ha aparecido también en varias antologías, tales como Songs of The Vilna Ghetto y The Hidden Gate - Jewish Music Around the World.

## Filmografía
- Too Early to Be Quiet, Too Late to Sing (Nadav Levitan, 1995).